# Trichastoma
A Trichastoma  a madarak osztályának verébalakúak (Passeriformes) rendjébe és a Pellorneidae családjába tartozó nem. Egyes szervezetek a Pellorneum nembe sorolják ezeket a fajokat is.

## Rendszerezésük
A nemet Edward Blyth angol zoológus írta le 1842-ben, az alábbi 3 faj tartozik ide:
- Trichastoma rostratum[1] vagy Pellorneum rostratum[2]
- Trichastoma celebense[1] vagy Pellorneum celebense[2]
- Trichastoma bicolor[1] vagy Pellorneum bicolor[2]

## Előfordulásuk
Délkelet-Ázsiában honosak. A természetes élőhelyük a szubtrópusi vagy trópusi síkvidéki esőerdők és mocsári erdők, valamint ültetvények. Állandó, nem vonuló fajok.

## Megjelenésük
Testhosszuk 15,5–18 centiméter közötti.

## Életmódjuk
Gerinctelenekkel táplálkoznak.